# 蒙热
蒙热（法語：Montjay，法語發音：[mɔ̃ʒɛ]）是法国索恩-卢瓦尔省的一个市镇，属于卢昂区。

## 地理
蒙热（46°48'25"N, 5°18'36"E）面积11.03 平方千米，位于法国勃艮第-弗朗什-孔泰大區索恩-卢瓦尔省，该省份为法国中部省份，北起顺时针与科多尔省、汝拉省、安省、罗讷省、卢瓦尔省、阿列省和涅夫勒省接壤。
与蒙热接壤的市镇（或旧市镇、城区）包括：拉沙佩勒圣索沃尔、沙佩勒沃朗、布昂、拉绍、勒普拉努瓦、塞尔莱、托尔普。

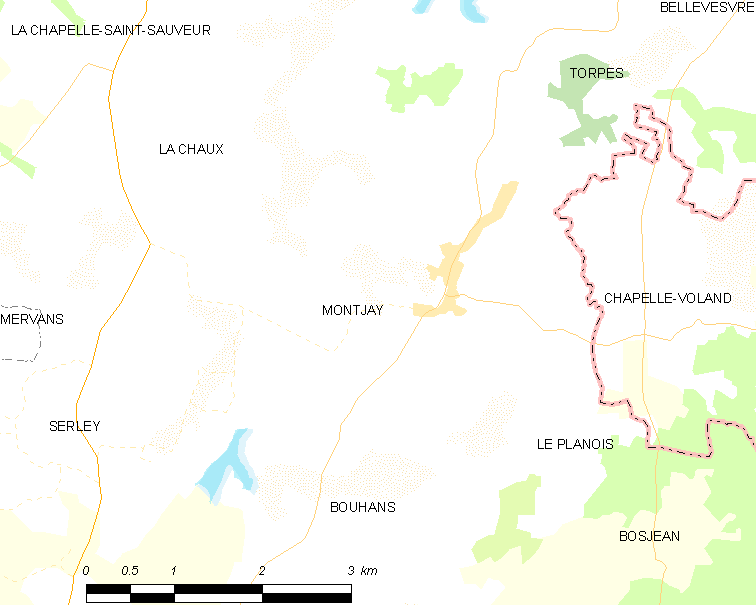
蒙热的OSM定位图

蒙热的时区为UTC+01:00、UTC+02:00（夏令时）。

## 行政
蒙热的邮政编码为71310，INSEE市镇编码为71314。

## 政治
蒙热所属的省级选区为皮埃尔德布雷斯县。

## 人口

1962-2008年间蒙热人口变化图示

蒙热于2022年1月1日时的人口数量为199人。